# Vila Tugendhat
A Vila Tugendhat é uma casa considerada a obra-prima do arquiteto alemão Ludwig Mies van der Rohe. Segundo a UNESCO é "um exemplo marcante do estilo internacional na arquitetura moderna que vem se desenvolvendo na Europa no correr dos anos 1920".

## Imagens

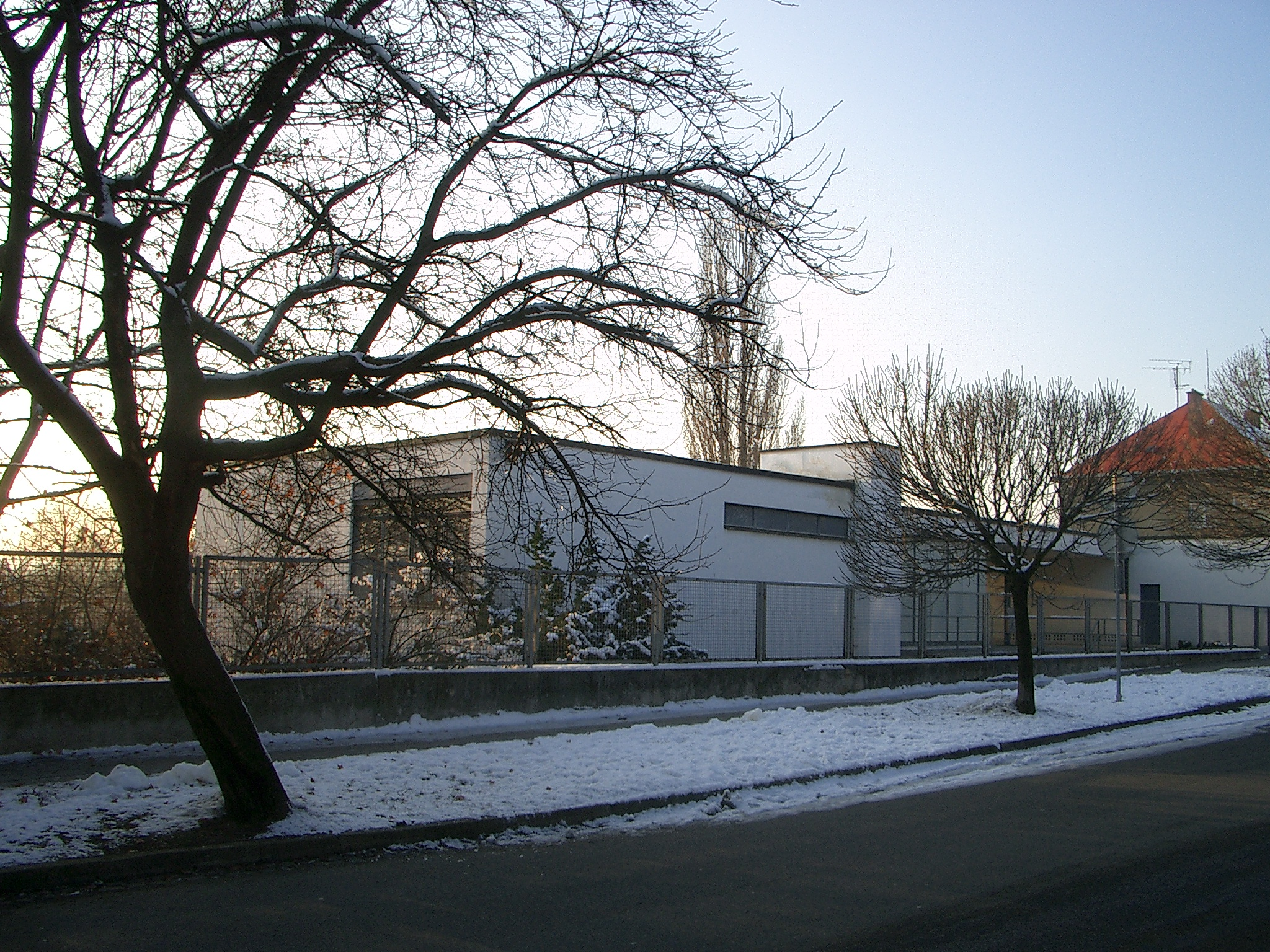
Fachada da vila
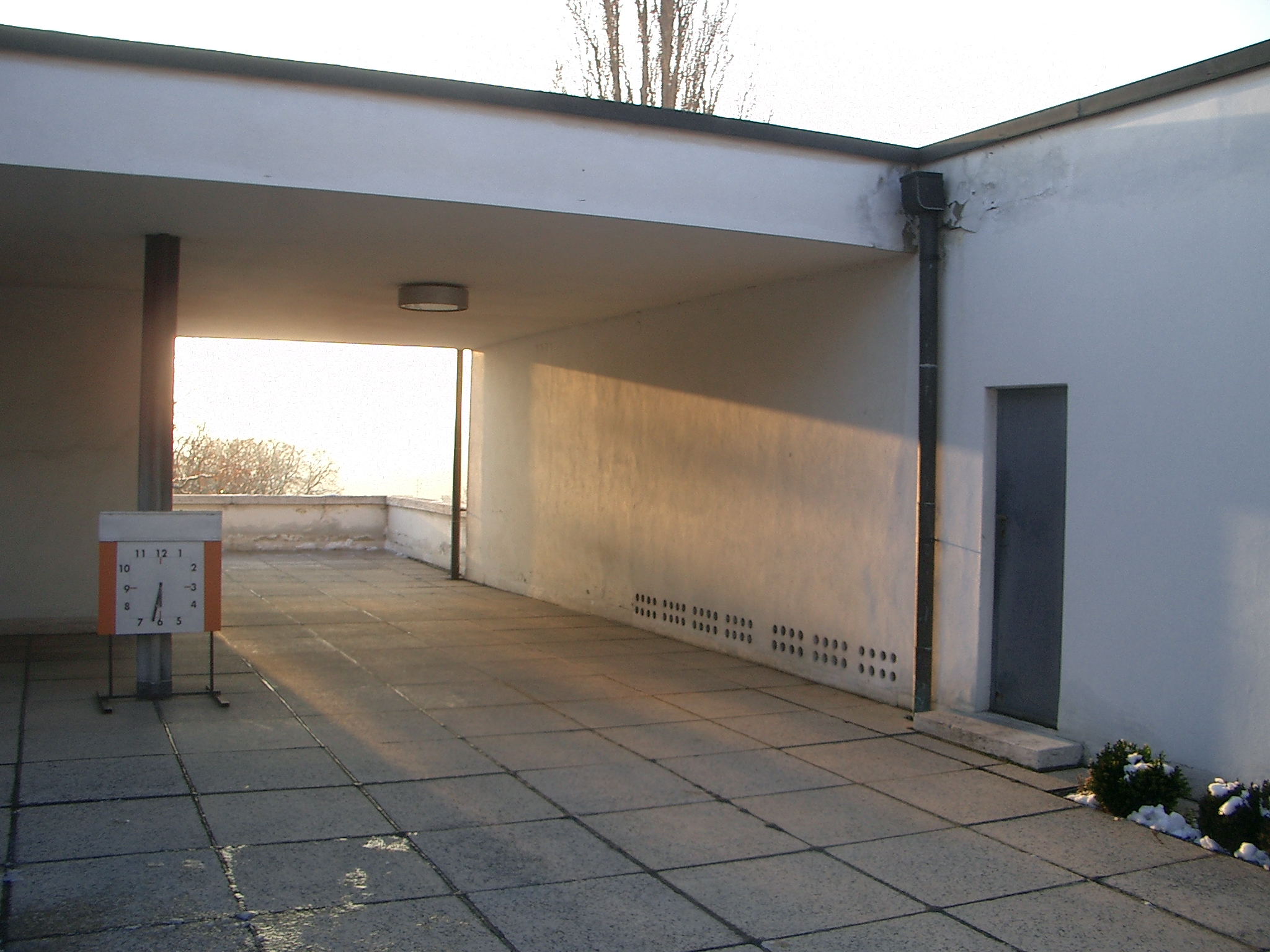
Entrada da casa
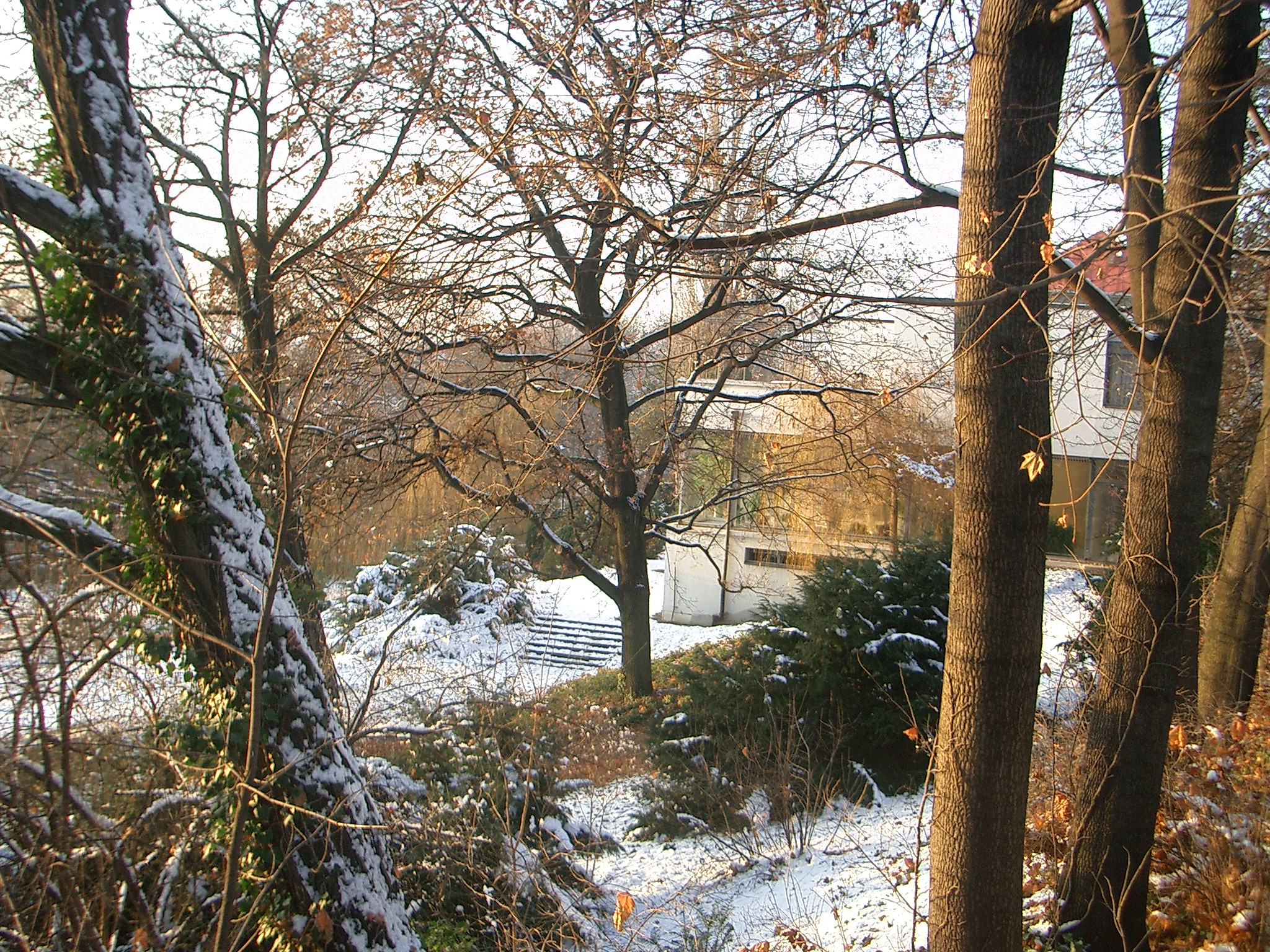
Vista do fundo da casa